# Madina Nalwanga
Madina Nalwanga, née le 2 février 2002, est une actrice ougandaise célèbre pour son rôle de Phiona dans le film La Dame de Katwe.

## Biographie
Madina Nalwanga est née en février 2002 à Katwe, Kampala, en Ouganda. Elle passe son enfance à vendre du maïs dans les rues. En 2016, l'adolescente est retenue pour interpréter le rôle principal de Phiona dans le film Disney La Dame de Katwe. Dans ce même film, le rôle de sa mère est interprétée par Lupita Nyong'o, l'actrice kenyane oscarisée.
En 2020, elle participe à Dance with Valentino, une émission de télé-réalité sur la danse.

### La Dame de Katwe(2016)
Le film est basé sur une histoire vraie, la vie de Phiona Mutesi, une jeune Ougandaise vivant dans un bidonville situé à Katwe qui apprend à jouer aux échecs et devient l'une des meilleures joueuses de son pays. C’est un des rares films du géant américain à avoir été tourné en Afrique. Après de nombreuses auditions locales d'artistes qui n’ont pas convaincu, Madina Nalwanga est découverte par un directeur de casting lors d'un cours de danse dans le quartier de Kabalagala à Kampala (capitale de l'Ouganda). Pendant le tournage du film, David Oyelowo emmène Madina voir Jurassic World avec d'autres enfants de la distribution, il découvre alors qu'elle n'était jamais rentré dans un cinéma,. Madina Nalwanga dit que son parcours reflète celui de son personnage Phiona. À 17 ans, Forbes la nomme dans sa liste des « 30 ans et moins » de 2018. C'est la plus jeune personne de la liste. Son rôle de Phiona lui vaut le prix de l'actrice la plus prometteuse aux Africa Movie Academy Awards de 2017 à Lagos, au Nigeria. Elle remporte également un NAACP Image Award, et est nommée pour un Critic's Choice Award.

## Filmographie

### Films
- 2016 : La Dame de Katwe, Phiona

### Séries télévisées
- 2029 : Dance with Valentino[8]